# قانون اویا
قانون یادگیری اویا Oja's learning rule یا به صورت مختصر قانون اویا Oja's rule از روی اسم دانشمند فنلاندی علوم کامپیوتر Erkki Oja گرفته شده‌است. یک مدل است که نورون‌ها در مغز یا در یک هوش مصنوعی میزان قدرت پیوندها را چگونه تغییر می‌دهند یا چگونه در طول زمان یادگیری انجام می‌دهند. این قانون تغییر یافته قانون استاندارد Hebb می‌باشد. این قانون فرم محاسباتی اثری است که ما باور داریم در نورون‌های بیولوژیک رخ می‌دهد.

## تئوری
قانون Oja در تلاش برای رفع برخی مشکلات قانون Hebb با اضافه کردن عبارات به قانون
Hebb می‌باشد. این قانون یک جفت نورون متصل را بررسی می‌کند اما می‌توان آن را تعمیم داد.
1. فرمول

یک مدل ساده‌سازی شده از نورون y که یک ترکیب خطی از ورودی‌های x با استفاده از وزن‌های presynaptic , w را در نظر می‌گیرم یعنی یک نورون postsynaptic به تعداد نورون presynaptic وصل است و قدرت این اتصالات با w مشخص می‌شود حال خروجی که نورون به ما می‌دهد وابسته به یک ترکیب خطی از ورودی‌های نورون‌های قبلی و وزن‌های اتصال آنها است که فرمول به صورت زیر می‌شود.
{\displaystyle y(x)=\sum _{j=1}^{m}x_{j}w_{j}}
قانون Oja تغییرات در وزن‌های presynaptic , w را باتوجه به خروجی نورون y و ورودی‌های آن x به صورت زیر مشخص می‌کند.
{\displaystyle \Delta w=w_{n+1}-w_{n}=\mu y_{n}(x_{n}-y_{n}w_{n})}
که در معادله فوق {\displaystyle \mu }همان نرخ یادگیری (learning rate) می‌باشد که می‌تواند در طول زمان تغییر کند و ثابت نباشد. نکته ای که باید توجه است این است که n بیان گر گام‌های گسسته اجرا می‌باشد و فرمول بالا می‌توان برای حالت پیوسته به صورت زیر بازنویسی کرد که خواهیم داشت:
{\displaystyle {\frac {dw}{dt}}=\mu y(t)(x(t)-y(t)w(t))}